# Floraí
Floraí es un municipio brasilero del estado del Paraná.

## Historia
El talamiento de la región donde se localiza el municipio de Floraí tuvo inicio entre 1946 y 1950. Aprovechando el suelo rico, surgió la caficultura, opción económica de los pioneros que se asentaron en la región.
El municipio creció junto con el ciclo del café hasta la década de 1970. A partir de ahí, vino el ciclo de las plantaciones mecanizadas con importancia para la soja. Más recientemente, se inició también el cultivo de caña de azúcar y un incremento significativo en la ganadería.
Creado a través de la Ley Estatal n.º 2.512, del 28 de noviembre de 1955, e instalado el 15 de diciembre de 1956, fue separado de Nova Esperança.

## Geografía
Posee un área de 191,133 km² representando 0,0959 % del estado, 0,0339 % de la región y 0,0022 % de todo el territorio brasilero. Se localiza a una latitud 23°19′1″ sur y a una longitud 52º18'14" oeste, estando a una altitud de 482 metros. Su población estimada en 2005 era de 5.150 habitantes.

### Demografía
Datos del censo - 2000
Población Total: 5.285
- Urbana: 4.511
- Rural: 774

- Hombres: 2.615
- Mujeres: 2.670

Índice de Desarrollo Humano Municipal (IDH-M): 0,771
- IDH-Salario: 0,695
- IDH-Longevidad: 0,755
- IDH-Educación: 0,862